# Antipolítica

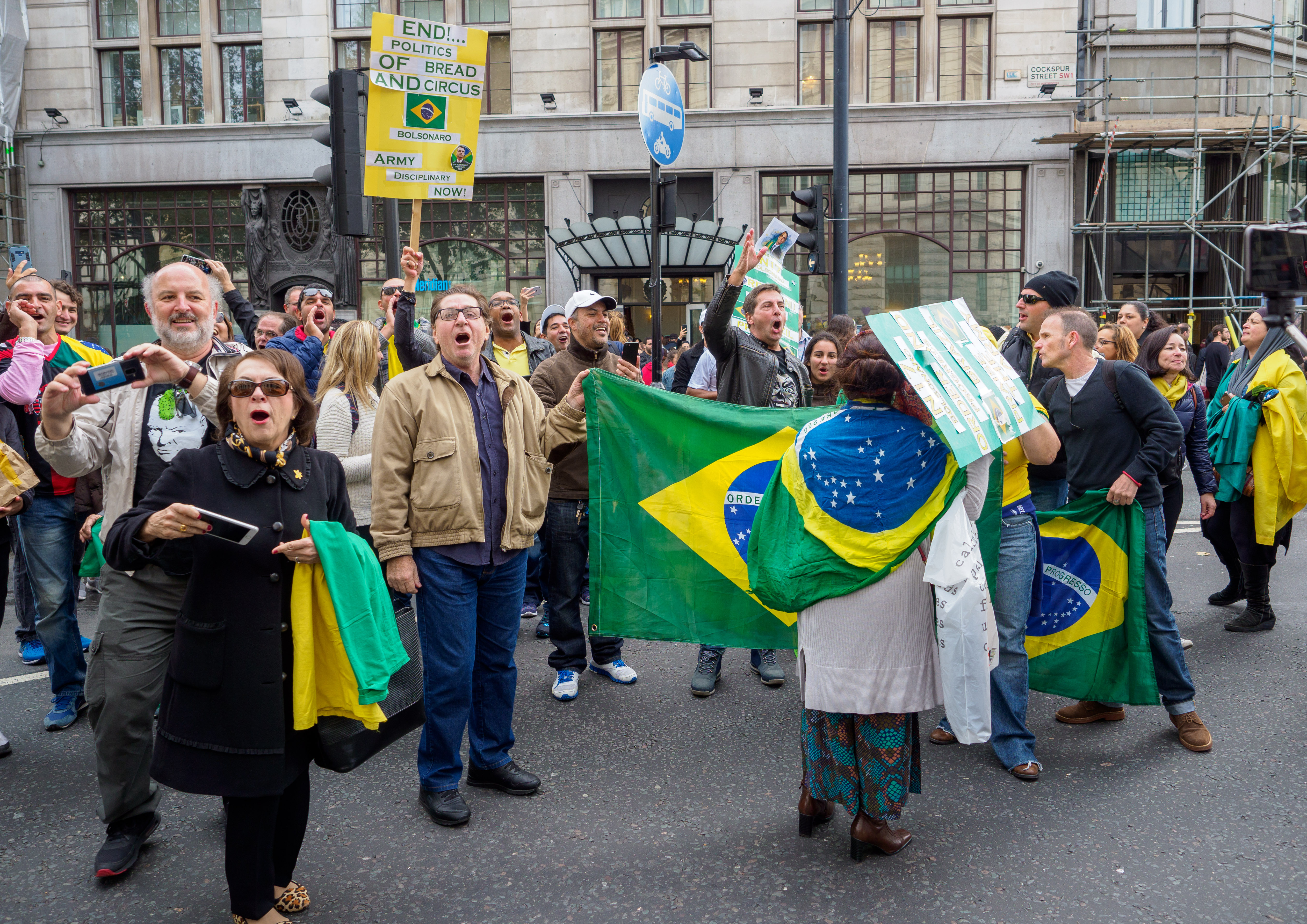
Protesta a favor de Jair Bolsonaro en Londres

Antipolítica es, en el sentido más amplio, la actitud de quienes se oponen a la política. En un sentido más estricto, se suele catalogar como antipolíticas a las organizaciones, candidatos o propuestas políticas que participan electoralmente mediante la crítica al sistema político existente y posicionándose como opuestos o externos al mismo como estrategia electoral. La antipolítica no es la ausencia ni la negación de la política ni el apoliticismo, sino una postura política hostil hacia la política existente.
La antipolítica suele ver sus resultados más eficaces en contextos de crisis, ya sea ésta económica, de legitimidad, de gobernabilidad o de resultados, debido a que el hartazgo o indignación ciudadanas hacen al electorado más permeable a estos mensajes, al ser percibida la necesidad de una regeneración que los actores políticos existentes son entendidos como incapaces de llevar a cabo. En ocasiones, los mismos actores políticos que reclaman esta regeneración y se presentan como antipolíticos han formado parte directa o indirectamente de la generación de esta situación de crisis en primer lugar.

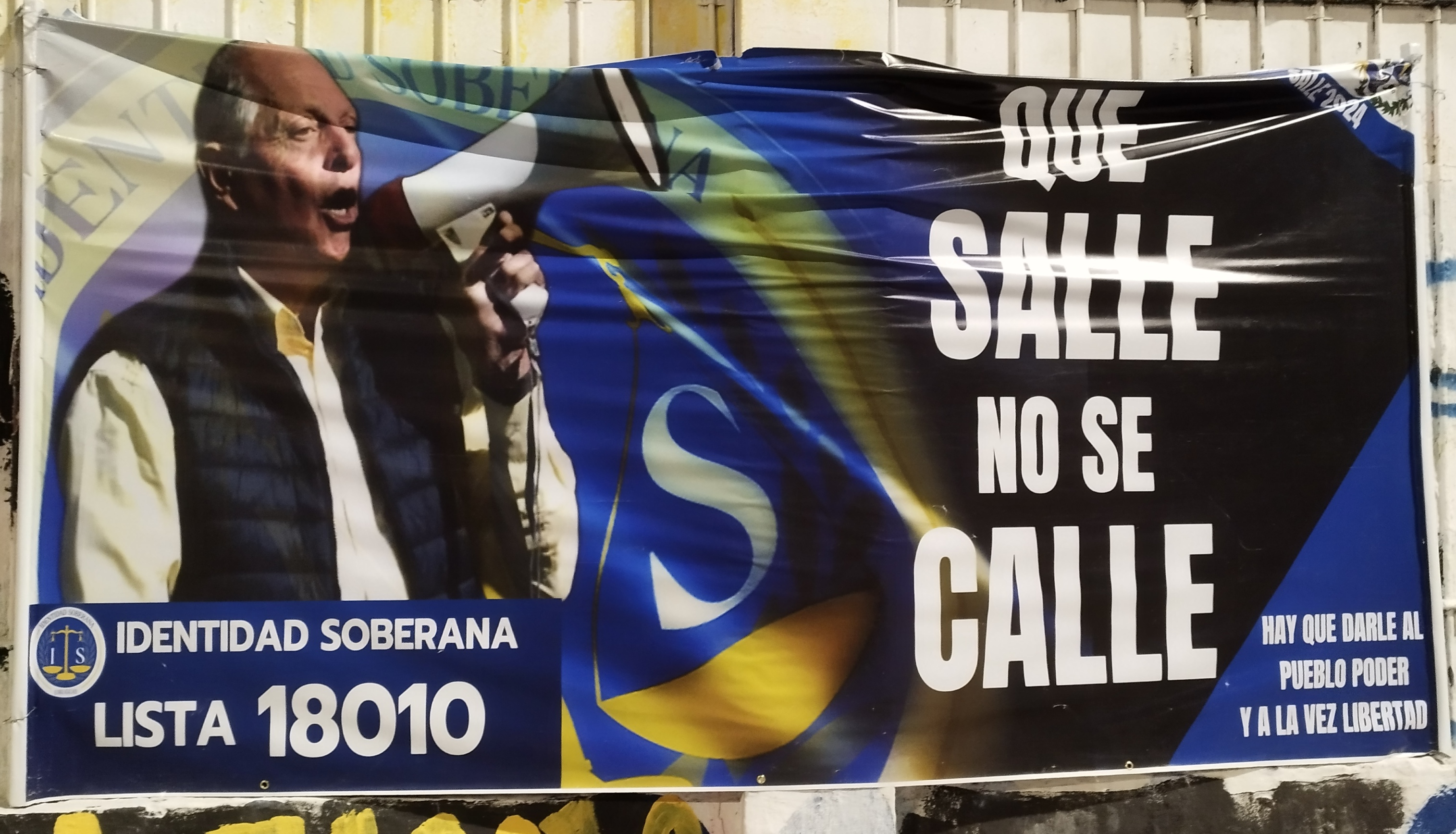
Cartelería de Gustavo Salle, candidato a la presidencia de Uruguay, elecciones presidenciales de 2024

Han sido identificadas dos vertientes principales:
- La antipolítica tecnocrática, en la que se reniega de la política democrática al catalogarla como ineficaz o demagógica, y se reclama el poder para un colectivo considerado "experto" o "mejor" (por lo que sería una forma de aristocracia tecnocrática).
- la antipolítica populista, que denigra la política democrática con el objetivo de sustituirla por una autocracia amparada en el supuesto interés del pueblo (por lo que sería una forma de autocracia populista).

En ocasiones, la antipolítica ha sido utilizada para deslegitimar a la democracia, legitimando así sistemas políticos no democráticos. Ejemplos notorios de este uso antidemocrático de la antipolítica incluyen la famosa frase "haga como yo, no se meta en política" que habitualmente se atribuye a Francisco Franco, dictador autocrático español, o las críticas que los partidos fascistas hacían al parlamentarismo en el periodo de entreguerras. Así, el líder antipolítico se erige en salvador de la sociedad, cuyos males atribuye al sistema político existente.

## Historia
Ya desde el origen de la democracia en la antigua Atenas, Aristóteles definió al demagogo como "adulador del pueblo".
Uno de los principales ingredientes en el ascenso del fascismo durante los años 20 y 30 del siglo XX fue la antipolítica y su enmienda a la totalidad del propio sistema parlamentario.